# به کالینوود خوش آمدید
به کالینوود خوش آمدید (انگلیسی: Welcome to Collinwood) فیلمی در ژانر سرقت و کمدی به کارگردانی روسو برادرز است که در سال ۲۰۰۲ منتشر شد.

## بازیگران
- ویلیام اچ میسی
- ایسایا واشینگتن
- سام راکول
- مایکل جیتر
- لوئیس گازمن
- پاتریشیا کلارکسون
- جنیفر اسپوزیتو
- جرج کلونی
- گابریله یونیون

## خلاصه
وقتی دزدی خرده‌پا به نام «کازیمو» در زندان نقشه یک سرقت بزرگ را بدست می‌آورد، تصمیم می‌گیرد برای عملی کردن نقشه به سرعت از زندان خارج شود. اما او گرفتار است و این وظیفه «روزینالد» است که به او کمک کند…